# 理想MEGA
理想MEGA是中国新能源汽车制造商理想汽车的一款旗舰型纯电动MPV，为理想汽车首款MPV及首款纯电车型。

## 特点

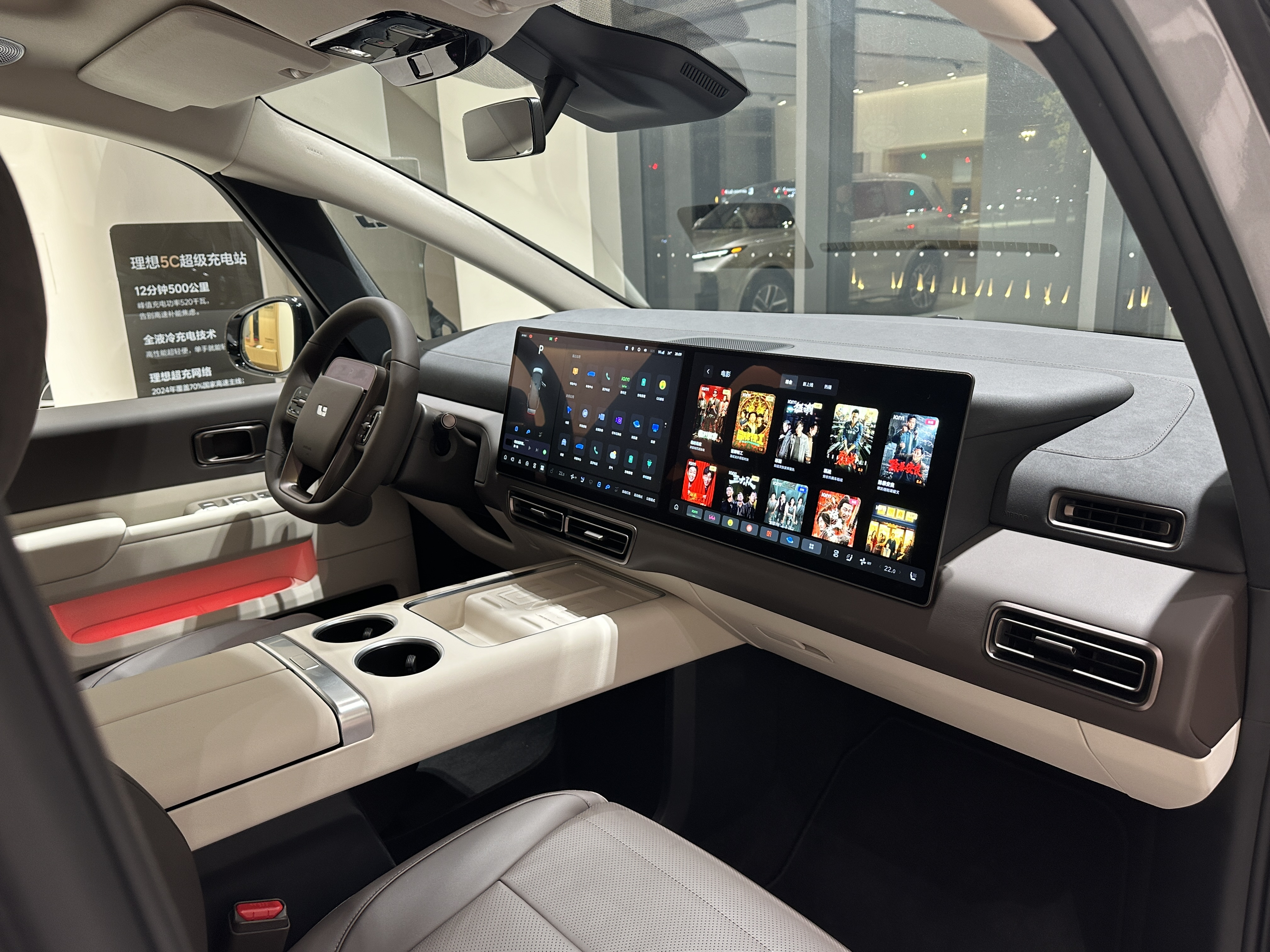
内饰

理想MEGA的外形设计非常独特。其采用水滴形的车头、溜背式的车顶和尾部的“风刃”，流线感极强的车身使得整车风阻系数只有0.215，创下MPV车型的新低；同时使车内空间非常充裕，能耗亦可降低。
理想MEGA为理想纯电产品线的首款车型。其搭载与宁德时代合作研发的麒麟5C电池，具有充电12分钟、续航500公里的快充能力，CLTC工况下的续航里程达710km。

## 历史
在2023年11月的广州车展上，理想汽车正式推出首款纯电MPV车型MEGA，并开启预售。
2024年3月1日，理想汽车正式发布MEGA。其于当日开售，并在同月11日开始交付。

## 市场反应

### 遭恶意P图事件

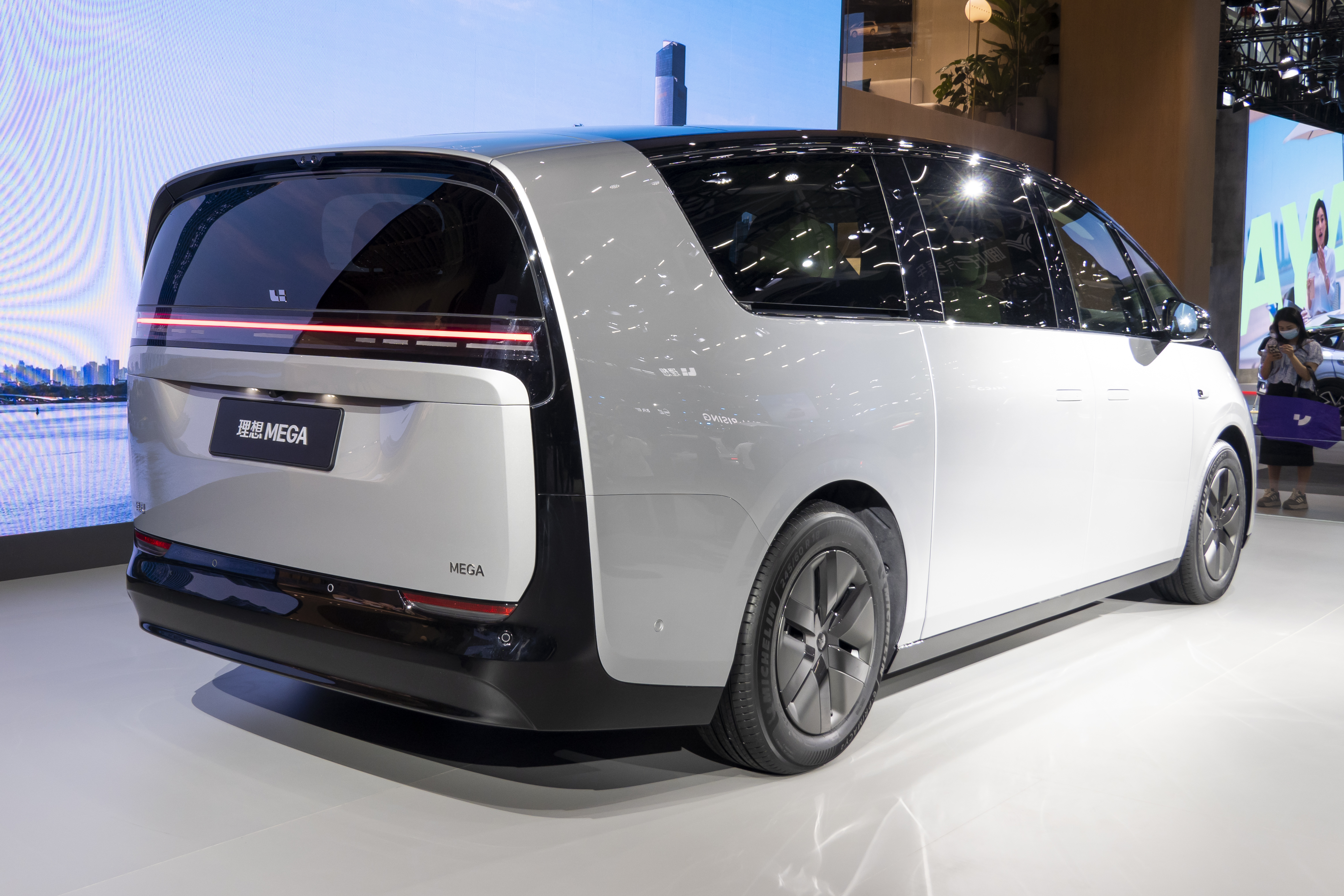
后视图

理想MEGA独特的外造型一直受到大众讨论。MEGA上市后不久，互联网开始流传后车尾被加上“奠”字、停车场里一排MEGA拍出“阴间效果”的图片，暗指MEGA形似棺材、灵车。理想汽车于3月2日致函抖音要求删除相关内容，并表示其侵犯了产品形象及品牌声誉，损害了名誉权。3月11日，理想汽车CEO李想在社交媒体上公开回应称：“对于事件中存在的那些有组织的违法犯罪行为，我们已经在用法律的手段进行处理”，并对在持续帮助和支持他的人士表示感谢，同时表示“决定开始反击，用光明反击黑暗”。

### 销量及评价
理想MEGA作为理想汽车进军纯电汽车领域的首款产品，被公司和市场寄予厚望，但表现未如预期。公司对于上市24小时内的订单期望为3,000台，但上市首周的销量仅约1,100台，排名中国MPV市场第6；公司其他车型销量亦有所下降。除前期遭恶意营销影响大众印象外，公司CEO李想在发布的内部信中，承认误判纯电战略节奏，并过分关注销量和竞争导致“用户价值和经营效率显著下降”。受此影响，理想将改为首阶段主力在一线城市销售MEGA，并下调公司第一季度交付目标，更推迟其他纯电新车型的发布时间。
理想MEGA发布表现不佳亦被指影响其在资本市场的表现，其股价在MEGA发布会后便接连下跌；理想汽车主要股东、非执行董事王兴亦减持公司股票，同时评论MEGA像“为理想CEO本人造的车”。有投资者更以理想汽车夸大MEGA市场需求致股价大跌为由，向美国法院起诉理想汽车及部分高管证券欺诈；理想汽车否认相关指控，称会全力保护公司及股东利益。